# Atypowy (album)
Atypowy – pierwszy album studyjny polskiego rapera Mateusza Szpakowskiego pseud. Szpaku. Wydawnictwo ukazało się 19 października 2018 roku, nakładem wytwórni B.O.R. Records.
Producenci nagrań to: Kubi Producent, Michał Graczyk, Deemz, Got Barss, Megot, PSR, D3W, Deckster i Rutkovsky. Wśród gości znaleźli się: Paluch, Białas i Włodi. Teledyski nagrano do 4 utworów (UFO, Mojo Jojo, Szlam i Ja YETI).
Nagrania uzyskały status diamentowej płyty.

## Lista utworów
Opracowano na podstawie materiału źródłowego: 
| Nr | Tytuł utworu                               | Tekst                                | Producent                 | Długość |
| -- | ------------------------------------------ | ------------------------------------ | ------------------------- | ------- |
| 1  | "Alicja"                                   | Mateusz Szpakowski                   | Kubi Producent            | 2:39    |
| 2  | "W Krainie Czarów"                         | Mateusz Szpakowski                   | PSR                       | 3:06    |
| 3  | "UFO"                                      | Mateusz Szpakowski                   | Michał Graczyk            | 3:36    |
| 4  | "Szlam (gościnnie Paluch)"                 | Mateusz Szpakowski, Łukasz Paluszak  | D3W                       | 4:08    |
| 5  | "Lavender Town (gościnnie Białas)"         | Mateusz Szpakowski, Mateusz Karaś    | Deckster                  | 3:54    |
| 6  | "Zombie"                                   | Mateusz Szpakowski                   | D3W                       | 3:42    |
| 7  | "Hinata"                                   | Mateusz Szpakowski                   | Deemz                     | 3:10    |
| 8  | "Nieważne"                                 | Mateusz Szpakowski                   | Got Barss                 | 3:07    |
| 9  | "Oddajemy krew Wampirom (gościnnie Włodi)" | Mateusz Szpakowski, Paweł Włodkowski | Megot                     | 3:08    |
| 10 | "Ja YETI"                                  | Mateusz Szpakowski                   | Rutkovsky, Michał Graczyk | 3:12    |
| 11 | "Mojo Jojo"                                | Mateusz Szpakowski                   | Kubi Producent            | 2:34    |